# Juan Carlos Paredes
Juan Carlos Paredes Reasco, född 8 juli 1987 i provinsen Esmeraldas, är en ecuadoriansk fotbollsspelare som spelar för El Nacional och Ecuadors fotbollslandslag.